# Cryptocentrum inaequisepalum
Cryptocentrum inaequisepalum là một loài thực vật có hoa trong họ Lan. Loài này được C.Schweinf. mô tả khoa học đầu tiên năm 1946.